# Barraques de Calders
Les Barraques de Calders són un conjunt de barraques del municipi de Calders (Moianès) que formen part de l'Inventari del Patrimoni Arquitectònic de Catalunya de manera individual.

## Barraca a la Ctra N-141 km 19.800

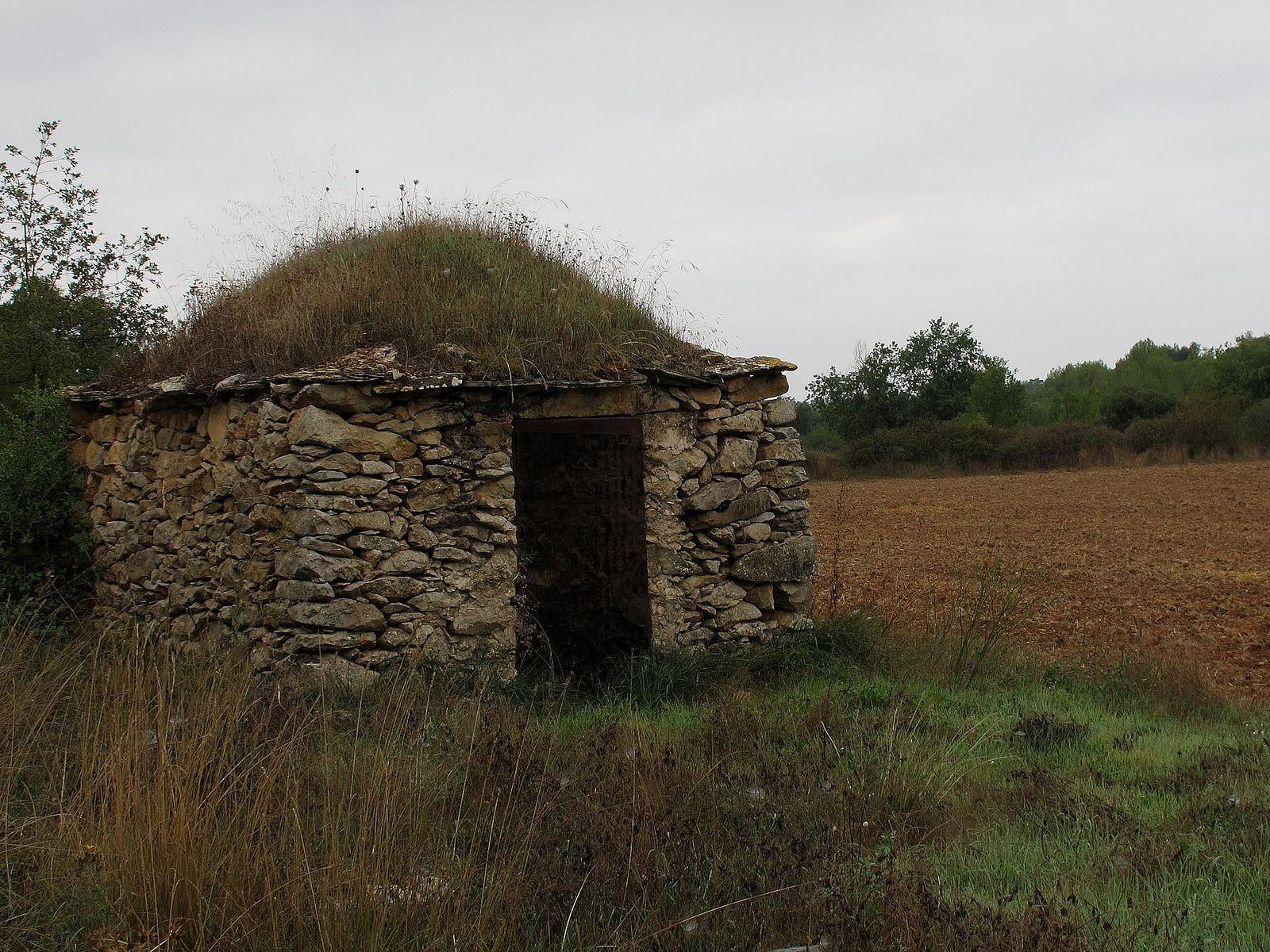
Barraca a la carretera N-141 km 19,8

La barraca a la carretera N-141 km 19,800 es troba un cop passat Calders en direcció a Moià, tot just abans de l'Urbisol, hi ha un camí a la dreta que porta a Reixach. La barraca és a uns 50 m de la carretera al marge dret del camí, en un camp de cereals.
La barraca és una construcció de pedra seca, molt irregular i sense treballar. Les pedres estan falcades per pedres més petites. La planta és quadrada (mides 3,05 x 3,60 m) i la construcció és exempta. La coberta està feta per aproximació de filades, però el tancament és de forma el·líptica condicionat possiblement per la forma rectangular de la barraca. Es tanca amb quatre grans lloses i fan una llargada total d'1,25 m. Per passar de la planta quadrada a la forma circular de la coberta hi ha unes pedres grosses a les cantonades que fan la funció de petxines.
La porta és una gran llinda, formada per dues lloses posades de costat i queda tancada per una porta de fusta. Té una finestra. A l'interior hi ha una prestatgeria en forma de nínxol.

## Barraca del Campà
La barraca del Campà és una barraca de vinya que es troba davant del castell. A la banda dreta del camí hi ha un camp de cereals i la barraca queda enrere. Es tracta d'una construcció de pedra seca, aparell irregular sense treballar, de planta circular d'uns 3 m de diàmetre. La coberta està feta a base de filades per aproximació. Exteriorment està acabada amb una llosa plana. El ràfec, en part, està fet amb trossos d'uralita. L'interior, fins a una alçada de 2 metres, està recobert de fang que fa funció d'aïllament. La porta presenta doble llinda. No té finestres. En una banda del mur hi ha un cinturó de reforç.

## Barraca al camí de la Grossa

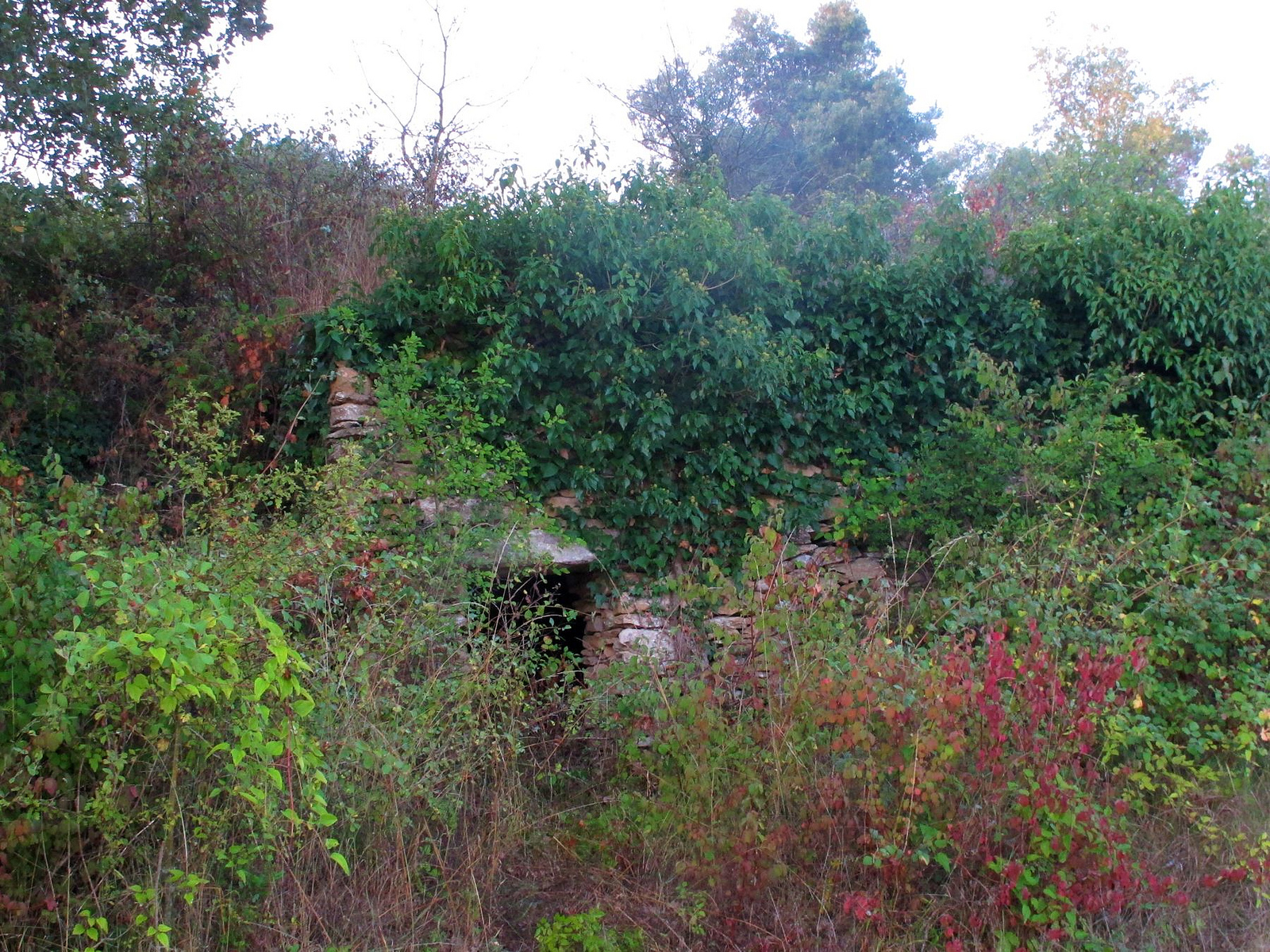
Barraques al camí de la Grossa

La barraca al camí que porta a la Grossa es troba passat l'Urbisol en direcció a Moià al marge dret de la carretera, adossada al marge d'un camp de cereals. Hi ha un camí que porta a la Grossa i Vilatersana. A 500 metres de la carretera, des d'on és visible.
Aquesta construcció, de pedra seca sense treballar, està formada per dues barraques quadrangulars ajuntades. La barraca de l'esquerra té la porta encarada cap al camí, mentre l'altra té la porta en el lateral. Entre les dues barraques hi ha una petita finestra de comunicació. La coberta està feta a base de filades que es van aproximant. Té un ràfec. Les dues portes són de llinda. Els murs estan formats per lloses planes molt ben col·locades i la paret del fons aprofita la roca natural del marge.
A l'interior de la barraca esquerra hi ha una pedra amb la inscripció 1908. A l'interior hi ha diversos prestatges de pedra a les parets.

## Barraca a la carretera N-141 km 12,7
La barraca del marge esquerre de la carretera N-141 km 12,7 es troba passat el trencall del Canadell, pujant a Calders al marge esquerre de la carretera. És al mig d'un camp de cereals, ben visible des de la carretera.
Es tracta d'una construcció de planta circular, de 2, 33 m de diàmetre, feta de pedra seca sense treballar. Les pedres petites entremig de les grans fan que aquestes s'aguantin. A la base hi ha grans pedres. La porta és de doble llinda amb un prestatge al mig a la part interior. Hi ha un graó a l'entrada. La coberta és a base de voltes fetes per aproximació, amb filades de molta qualitat.
Es troba en bon estat de conservació, es va acabar la restauració al maig de 2003. Es va refer el voladís i la part posterior. Es va eliminar el ciment afegit a la porta. A l'interior hi havia una prestatgeria en forma de nínxol que s'ha restaurat perquè la pedra estava trencada.

## Barraca al camí de Trullàs
La barraca al camí fins a Trullàs es troba seguint el camí que surt de Calders fins a Trullàs, quan s'arriba a l'altura de la benzinera a l'esquerra del camí hi ha un camp de cereals. Aquest camp està situat entre la carretera i el camí.
Aquesta barraca de planta rectangular (mides 2,45 x 2,10) és feta de pedra seca amb grans lloses planes a les parts més delicades. El parament és de molta qualitat. La coberta està feta per aproximació de filades i és tancada amb una sola pedra. La porta és de llinda, amb dues lloses. A la part interior a sobre de la llinda hi ha una fornícula que serveix de prestatge. Es tracta d'una barraca de grans dimensions, molt ben proporcionada. Per les seves dimensions i estat de conservació és un exemplar molt interessant.

## Barraca a la carretera B-431 km 40,1

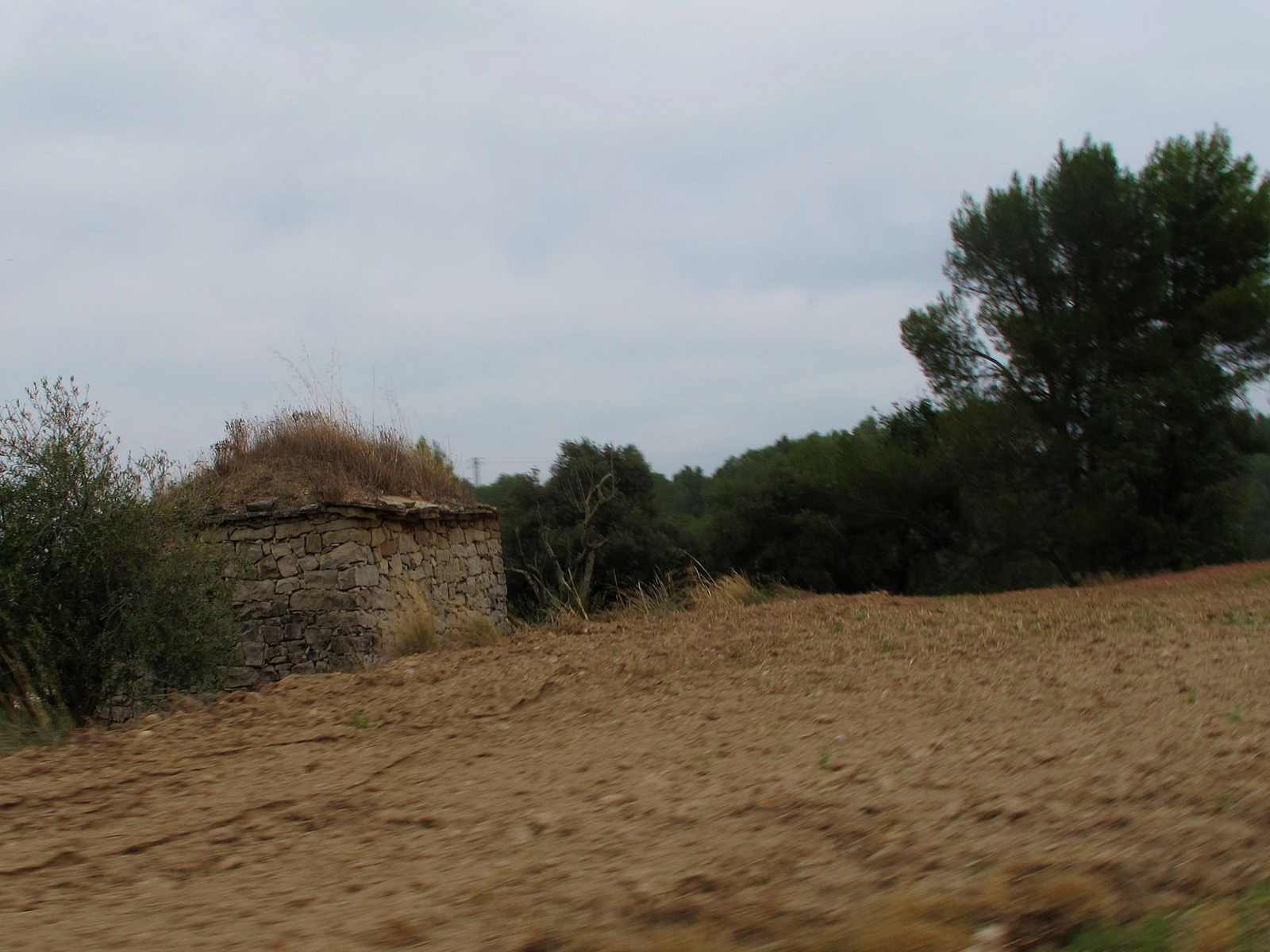
Barraca a la carretera B-431 km 40,1

La barraca al camí B-431 km 40,1 es troba a la carretera d'Artés en direcció a Calders, al marge esquerre de la carretera en un camp de cereals, a 25 m de la vorera.
Es tracta d'una construcció de pedra seca feta amb blocs de pedra retocats, molt regulars i falcats amb pedres petites. La planta és quadrada (mides 3,20 x 4,20) i la coberta és feta per aproximació de filades amb una volta el·líptica. A les cantonades hi ha grans pedres en forma de petxines. És una gran construcció, de les més grosses que es poden trobar al terme de Calders. Té una confecció molt acurada tant en el treball de la pedra com en l'estructura, amb unes línies molt ben traçades. Al costat de la porta hi ha un banc de pedra amb aquesta inscripció: "1806 Joan..." Va guanyar un premi en el primer concurs de rehabilitació de barraques l'any 1996.
El propietari de la barraca dona com a data de construcció l'any 1940 i ens diu que l'autor fou el barracaire de Calders, conegut com el Campà. La pedra es va portar de la Guàrdia, prop del restaurant. No és un fet freqüent, ja que normalment es fa servir la pedra del mateix lloc.

## Barraca al camí de Vilatersana

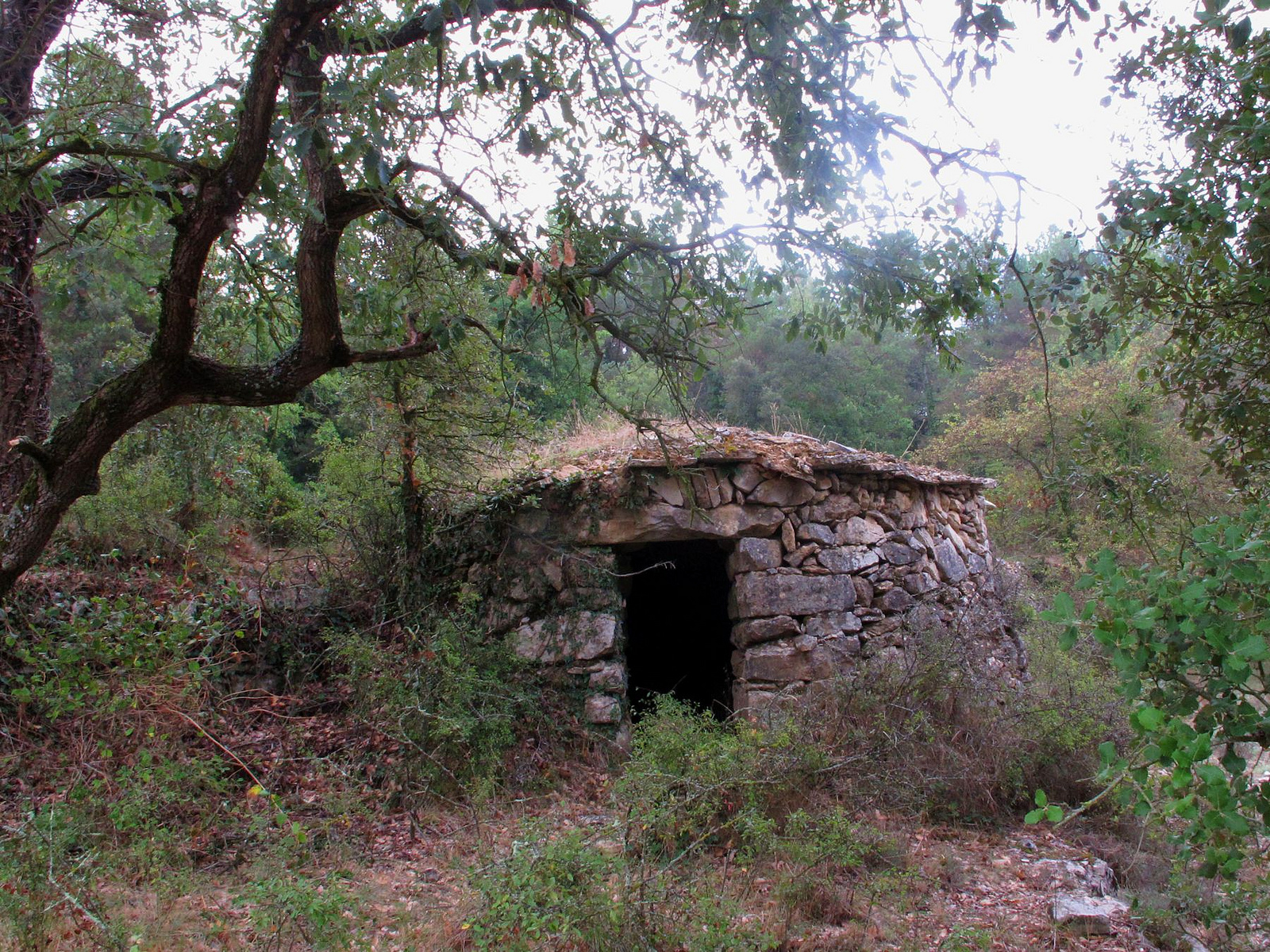
Barraca al camí de Vilaterçana

La barraca al camí a Vilatersana es troba després de l'Urbisol, a la dreta de la carretera en direcció a Moià surt el camí que porta a Viltersana i la Grossa. A 300 m de la carretera, al peu mateix del camí, al marge dret d'un camp de cereals.
Es tracta d'una construcció de pedra seca amb lloses planes i força regulars, encara que no es veuen treballades. Són pedres portades d'un altre lloc, ja que no procedeixen de la neteja del camp. La planta és quadrada (mides 2,52 x 3, 20) i està inserida dins d'un marge. La coberta és per aproximació de filades. S'utilitzen grans lloses planes, que a vegades estan partides. A les cantonades hi ha grans lloses utilitzades com a petxines.
És una construcció de molta qualitat, tant pel seu treball i mides. Està relacionada amb una gran construcció que trobem uns metres més a munt del camí.

## Barraca al terme de les Quingles
La barraca al terme de les Quingles es troba entre la casa del Canadell i la mateixa casa de les Quingles, al marge d'un camp de cereals. Cal seguir el camí que surt del Canadell fins a les Quingles i es troba al cap d'uns 300 m.
Aquesta barraca és de pedra seca feta amb blocs molt retocats i regulars. Les pedres grosses estan falcades per pedres més petites. La planta interior és quadrada amb un passadís que comunica les dues estances. S'accedeix a cada un dels espais per portes diferents. La de la dreta, més baixa, està feta per un arc pla, mentre que la de l'esquerra té una llinda. La coberta està feta per aproximació de filades amb una volta piramidal en les dues estances i es troba una mica malmesa. La construcció està adossada a un mur.

## Barraca al camí de Torrecabota a les Quingles
La barraca al camí de Torrecabota a les Quingles es troba a 600 m de la casa a la banda esquerra del camí, adossada en el marge d'un camp de cereals.
Es tracta d'una construcció de pedra seca de parament fet de pedres irregulars. A les cantonades hi ha grans blocs de pedra ben carenats. S'han emprat petites falques per aguantar les pedres. La planta és quadrada i amb unes mides a l'interior de 2,78 x 2,78 i de 4,20 x 4 a l'exterior. La coberta és de cúpula piramidal, des de les cantonades les filades s'enfilen en angle recte i al final es tanca amb una llosa. A l'arrencada exterior de la volta hi ha el voladís, format per una doble filera de lloses planes. La filera superior sobresurt. La porta és amb llinda i a més, hi ha una finestra petita a la paret posterior.
Es tracta d'un treball de gran qualitat, tant per les dimensions de l'estructura com pels acabats Les parets presenten línies rectes i molt ben trobades.